# دونی نیتس
دونی نیتس (انگلیسی: Donnie Nietes؛ زادهٔ ۱۲ مهٔ ۱۹۸۲) بوکسور اهل فیلیپین است.